# Schellach
Schellach is een buurtschap in de gemeente Middelburg en de gemeente Veere in de Nederlandse provincie Zeeland en is gelegen aan de Golsteinseweg.

## Geschiedenis
Vroeger was Schellach een heerlijkheid en een dorp met een kerk, Schellach werd als parochie genoemd in het jaar 1274. Tijdens het beleg van Middelburg in 1572-'74 werd bijna heel het dorp vernietigd. De directe omgeving van Schellach staat op de Archeologische Monumentenkaart vermeld. Een aantal terreinen heeft de status van beschermd monument vanwege de archeologische waarde. Onder andere een terrein dat bekendstaat als de 'Fruitberg', met sporen van een mogelijke motte of vliedberg. De heuvel moet tussen 1690 en 1738 zijn afgegraven. Vijfhonderd meter oostelijk daarvan ligt het verdwenen dorp. Op het terrein bevinden zich nog altijd de fundamenten van een kerk en kerkhof dat ongeveer 1.30 meter boven het maaiveld uitsteekt, een molen en huizen. Vierhonderd meter zuidelijk van Schellach bevinden zich sporen van een laat-Middeleeuwse versterking. Tot 1966 behoorde Schellach tot de gemeente Vrouwenpolder. In de 20e eeuw zijn er boerderijen gebouwd die nu de buurtschap vormen. Het enige wat er nog over is van de kerk, is een klein verhoogd plateau in de buurtschap. Nabij de buurtschap ligt de kaasboerderij Schellach.